# Jan Smetana (malíř)
Jan Smetana (3. října 1918 Smíchov – 6. dubna 1998 Praha) byl český malíř, grafik a pedagog.

## Život
Narodil se 3. října 1918 na Smíchově, který byl v roce 1922 připojen Praze. Od svých pěti let bydlel ve Střešovicích. V roce 1936 maturoval na státní reálce na Praze 7.
V letech 1942–1948 byl členem Skupiny 42, od roku 1944 členem Umělecké besedy, od 1945 SČUG Hollar a od roku 1958 Skupiny 58. První samostatnou výstavu pořádal v roce 1948 v Topičově salonu v Praze.
Jeho malířské počátky v duchu Skupiny 42 se nesou ve znamení melancholie předměstské, městské a industriální krajiny, zejména pražské. Od zobrazování konkrétních zákoutí se postupně odpoutává k obecnějšímu ztvárnění prostoru města jako takového, především jeho periférií. V době ideologického tlaku v 50. letech se Smetana věnoval klasické malbě volné krajiny, v 60. letech pak tvoří velké kompozice, v nichž tvary "městské krajiny" prostupují do velkých barevných struktur. Velkou inspirací mu byl i pobyt v Paříži, kde se věnoval motivům plynových lamp, nábřeží, kaváren a bister. Od konce 70. let v jeho tvorbě sílí prvky dynamičnosti a výraznější barevnosti. V 90. letech maluje obrazy s černým pozadím, z nichž vystupují barevné plochy, předměty a symboly.
Významná je i jeho tvorba grafická (suché jehly, lepty).
Od roku 1967 vyučoval na pražské Akademii výtvarných umění, kde byl jmenován řádným profesorem. Mezi žáky Jana Smetany patří například: Ivan Bukovský, Vladimír Kokolia, Ivan Komárek, Richard Konvička, Antonín Kroča, Jiří Novosad, Aleš Ogoun, Vladimíra Sedláková, Bedřiška Uždilová, Petr Veselý.
V roce 1969 byl jmenován zasloužilým umělcem, v roce 1978 získal vyznamenání Za zásluhy o výstavbu.